# Северный Реваж
Северный Реваж (устар. Малый Реваж) — река в России, протекает по территории Котласского района Архангельской области. Длина реки составляет 16 км.
Начинается из Устьянских болот, течёт сначала на восток до автодороги, потом вдоль неё на юг, затем снова поворачивает на восток. Устье реки находится в 52 км по левому берегу реки Реваж к северо-востоку от Удимского посёлка.

## Данные водного реестра
По данным государственного водного реестра России относится к Двинско-Печорскому бассейновому округу, водохозяйственный участок реки — Северная Двина от впадения реки Вычегда до впадения реки Вага, речной подбассейн реки — Северная Двина ниже места слияния Вычегды и Малой Северной Двины. Речной бассейн реки — Северная Двина.
Код объекта в государственном водном реестре — 03020300112103000025360.